# Vasvár
Vasvár (zgodovinsko slovensko Železnograd, nemško Eisenburg, latinsko Castrum Ferreum) je manjše mesto na Madžarskem, ki upravno spada v podregijo Vasvári Železne županije.